# Hoffmannia longipetiolata
Hoffmannia longipetiolata är en måreväxtart som beskrevs av Pol.. Hoffmannia longipetiolata ingår i släktet Hoffmannia och familjen måreväxter. Inga underarter finns listade i Catalogue of Life.